# Fényi Gyula Jezsuita Gimnázium és Kollégium
A miskolci Fényi Gyula Jezsuita Gimnázium, Kollégium és Óvoda a jezsuiták egyedüli, Magyarországon működő nyolc és négy évfolyamos gimnáziuma. 1994 óta a minőségi nevelés terén vállal szolgálatot, hogy pedagógiai modellt alkotó intézménnyé váljon. 2011 óta akkreditált kiváló tehetségpont. A programban diákok széles körét mozgósító, innovatív tehetségfelkutató és népszerűsítő, felzárkóztató és hátránykompenzációt segítő rendezvényeket szervez. Térségi adottságai miatt sajátos nevelési igényű és hátrányos helyzetű diákokat részesít nevelésben és oktatásban. Nevét  Fényi Gyula SJ jezsuita csillagászról kapta.

## Az iskoláról
A hit iránti nyitottság a jelentkezés előfeltétele: az intézmény olyan diákok jelentkezését várja, akiknek szülei tudatosan választják a keresztény nevelést. A Jezsuita Gimnáziumban ezért a római katolikus hittan mellett görögkatolikus és református hittanoktatás is folyik. Idegen nyelvek közül az iskolában az angol, a német és a francia nyelv mellett a tanulók a kínai nyelv tanulását is választhatják. A gimnázium fontosnak tartja, hogy mielőbb használható nyelvtudást biztosítson tanulóinknak, és célul tűztük ki, hogy diákjait nemcsak a középfokú, de a felsőfokú nyelvvizsgára is felkészítse. A 7. évfolyamtól szakköri keretben választható a kínai nyelv is. A nyelvi képzést sokrétű külföldi cserekapcsolat és anyanyelvi tanárok jelenléte segíti.
A hatékony oktatás érdekében valamennyi tantárgyból biztosítjuk a csoportbontás lehetőségét. A 9. évfolyamtól lehetőség nyílik emelt szintű képzés választására
több tantárgyból. 11. évfolyamtól a diákok fakultációt választhatnak minden tantárgyból, amelyek heti óraszámát 3-3 órára emeltük, így még alaposabban felkészülhetnek az emelt szintű érettségire.
A kötelezően választható órák széles sávja és az iskolánkban működő Művészeti Alapiskola segíti a zenei, néptánc és képzőművészeti elmélyülést. A magas szintű sporttevékenységet a felújított, a legmodernebb követelményeknek megfelelő sportpálya és a tanuszoda segíti.
Az iskola sajátos nevelésű igényű, tehetséges diákoknak (dyslexiások, látás- és mozgáskorlátozottak) – akik rendelkeznek szakértői véleménnyel és részt vesznek fejlesztésben – korlátozott számban lehetőséget tud biztosítani a felvételre. Számukra felvétel esetén szakmai segítséget, kísérést nyújt.

## Diákélet
A Jezsuita Gimnáziumban rendkívül aktív és összetartó a diákok közössége. A Diákönkormányzat képviseletében bálok, fordított napok szerveződnek. Az iskolaújság szerkesztősége az iskolai életet, és a diákok érdeklődését felkeltő témákat mutatja be a Magis diáklapban. Az iskolarádió csapata minden nap zenés műsort készít a hosszabb szünetekben. Az iskolai énekkarok, (Magis Kórus, Fényi Kamarakóus) népdalkörök aktív résztvevői a magyar komolyzenei életnek. A Magis Kórus kétévente zenés darabokat is színpadra állít: vallásos témájú (Damaszkusz, Mária oratórium, Kaszap) és világi musicaleket is (La Mancha lovagja, Képzelt riport egy amerikai popfesztiválról) nagy sikerrel adtak elő. Legutóbbi darabjuk a rendalapító megtérésének 500., szentté avatásának 400. évfordulójára készült „misztikus” musical  (Ignác, a lelkek lovagja) dolgozza fel, amely a miskolci bemutató után az Erkel Színházban debütált szélesebb közönség előtt.
A diákok tanulmányi versenyeken is kiemelkedő helyezéseket érnek el, valamint az aktív és sikeres sportéletet (Kosárlabda, Kézilabda, Foci, Tornászok, stb.) is megyei- és országos versenyeredmények tanúsítják.

## Küldetésnyilatkozat
A Jezsuita Gimnázium a Szentírás és Loyolai Szent Ignác szellemi-lelki hagyatékából merítve szolgálja azokat a keresztény fiatalokat, akik nyitottak a fejlődésre és elfogadják, hogy többre születtek.
A jezsuita nevelés a fiatalok kiegyensúlyozott és teljes fejlődését szolgálja: a spirituális, vallásos, erkölcsi, intellektuális, fizikai, érzelmi növekedést valamint az esztétikai fejlődést. A gimnázium a személyes törődés által kívánja fejleszteni tanulóit. Célja, hogy az intézmény olyan hely legyen, ahol hisznek az emberben, törődnek vele és tisztelik; elismerik, méltányosan és igazságosan bánnak vele; ahol a közös tanulás, a sport, a művészetek és a szeretetszolgálat által mindenki megtalálja a közösséget, és a megfelelő kihívást a személyes fejlődéshez.

## Iskolai címer
Ívelt oldalú, vörös szegélyű, háromszögpajzs-alakú badge (jelvény) mezejének közepén kettős fehér (ezüst) pálcával keretelt kör alakú, vörös szívmezőben fehér (ezüst) kisbetűs „ihs” monogram három, hegyükkel érintkező fehér (ezüst) szög fölött. A szívmezőből 45, 135, 225 és 315 foknál fehér (ezüst) pálcával keretelt, ugyancsak vörös színű, szélesedő sugarak indulnak ki. A mező így kialakított négy külső osztatában fehér (ezüst) alapon fekete színnel:
- Felső osztat: nyitott könyv, bal felső sarokban Α (alfa), jobb alsó sarokban Ω (ómega) görög betűk, jobbra ferdén elhelyezett szalag könyvjelző, előtte lángoló fáklyát tartó jobb kéz. A fáklya lángja bal felé lobog. A kéz csuklóján sport csuklóvédő JEZSU logóval.
- Bal oldali osztat: bal és jobb kéz tenyérrel a néző felé, csuklótól felfelé kitárva, fölötte stilizált szív.
- Jobb oldali osztat: négy jobb kéz egymás csuklójára körben ráfogva.
- Alsó osztat: bal oldalon az Isteni Ige templom (Avas-Déli Római Katolikus Jezsuita Plébánia) szentélye a kereszt alakú ablakkal, középen a templomtorony a kereszttel, mellette a Csillagvizsgáló kupolája és a Szent József épület homlokzata, előtérben a Szent György Szabadidő- és Sportcsarnok homlokzata a kereszttel osztott, kerek ablakkal, előtte növényzet, az épületek mögött két domb.

Körirata: ezüst alapon feketével, a bal és a jobb felső sarokban egy-egy nyolc- (négy hosszú és négy rövid) ágú csillaggal: „JEZSU”, körben bal és jobb oldalon, a szavak között ponttal: „AD MAIOREM DEI GLORIAM”. 
Színek:
- vörös (jezsuita bordó CYMK:19/98/83/10),
- fehér (ezüst),
- fekete.

## Egykori neves diákok, jezsuiták
- Balogh Beáta, fordító, tolmács, az MTV német nyelvű híradójának bemondója
- Gintner Csilla, képzőművész
- Dr. Alakszai Zoltán, jogász, Miskolc megyei jogú város jegyzője
- Dr. Kövesdi Balázs Géza, építőmérnök
- Dr. Pallai Károly Sándor, óceanista, irodalomtörténész, műfordító, költő
- Dr. Pfliegler Walter, kutató, molekuláris biológus, természetfotós
- Dr. Szabó Balázs, orgonaművész, egyetemi tanár, orgonaszakértő

## Tömegközlekedés
Megállóhelye a 35-ös autóbusznak a Centrum irányába, mely Fényi Gyula tér néven szerepel a menetrendben. A járat 12 és 16 óra között áll meg itt.